# Vilegiatură

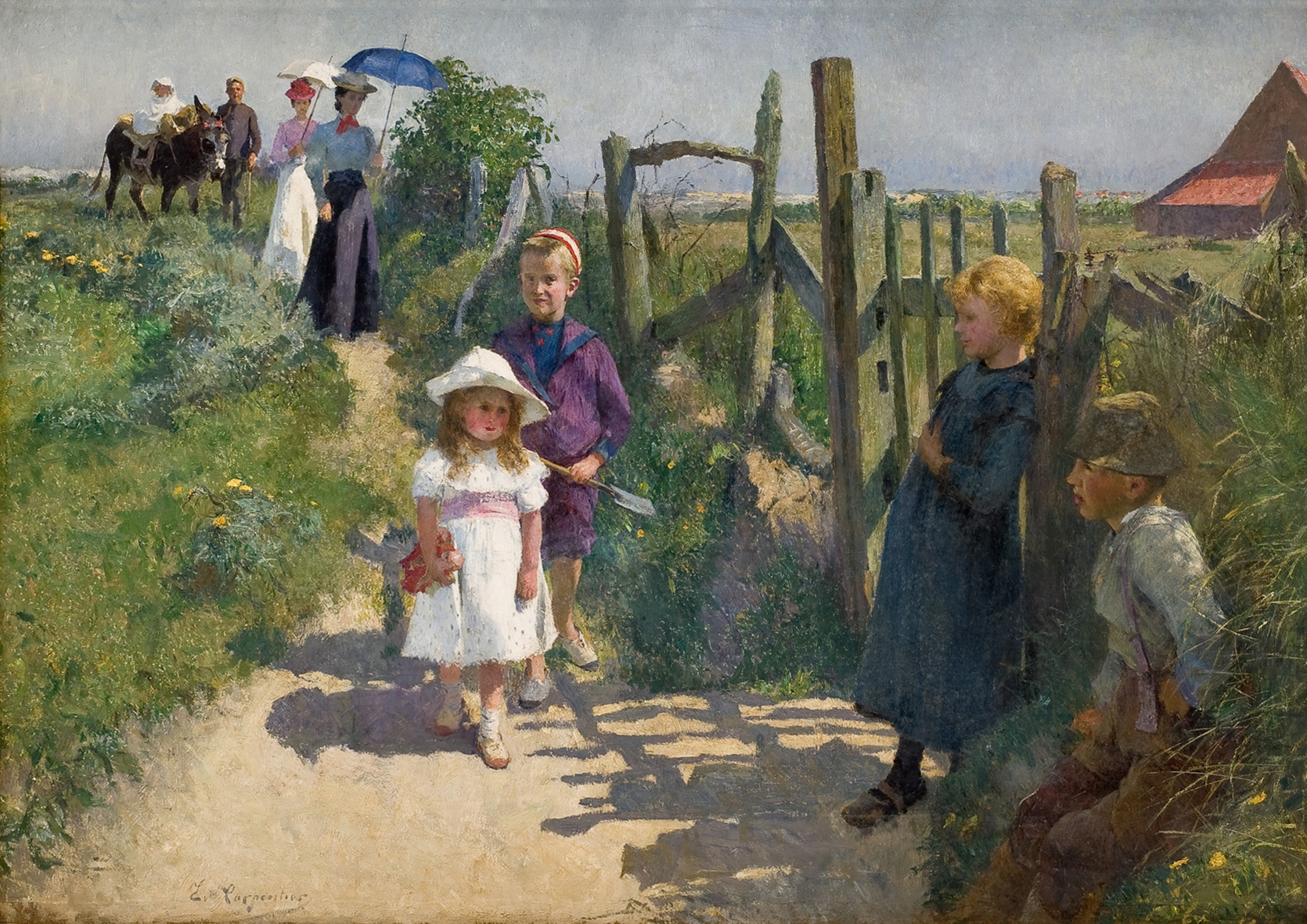
În vilegiatură, Évariste Carpentier (1845–1922), ulei pe pânză (înainte de 1902), donație a baronului de Rothschild către din Montpellier.

Vilegiatura (termen provenit din cuvântul franțuzesc villégiature, care a fost preluat la rândul său din cuvântul italienesc villeggiatura) este un sejur în mediul rural în timpul sezonului frumos. Prin extensie, este orice sejur temporar și agreabil în afara reședinței de domiciliu.

## Prezentare
Vilegiatura este locul și timpul lenevirii⁠(d). Acest termen a fost inspirat de obiceiul venețienilor bogați ai Renașterii italiene de a locui în anumite perioade ale anului (îndeosebi vara) în vilele lor de vacanță din mediul rural, care amintește de practica otiumului⁠(d) în vilele din Campania din epoca Romei Antice. Cuvântul „villégiature” a fost introdus în limba franceză în 1755 de către abatele Prévoyante și provine din verbul italian villeggiare, care înseamnă literalmente „a ședea pentru o perioadă limitată de timp într-o altă localitate decât cea a reședinței sale obișnuite, în scop de odihnă sau recreere”.
Conceptul de vilegiatură este asociat cu o demonstrare a apartenenței la o clasă socială privilegiată. Evoluția practicii, inițial elitiste, de petrecere a timpului liber de la reședința aristocratică într-o casă de la țară, indică însușirea acesteia de către clasa de mijloc și, în același timp, excluderea de facto a claselor defavorizate economic⁠(d).
Vilegiatura se deosebește de vacanță care, cu toate că sugerează o întrerupere a activităților obișnuite (concediu plătit, vacanță școlară⁠(d)), nu implică în mod sistematic o deplasare de la reședința de domiciliu⁠(d). Ea se deosebește, de asemenea, de turism atunci când acesta din urmă este un turism de masă⁠(d) sau un turism itinerant precum Grand Tour⁠(d) care are un scop educativ.
Sezoanele practicării vilegiaturii au variat în cursul istoriei: membrii înaltei societăți, care locuiau vara în mediul rural în perioada Renașterii, au început să se deplaseze până în secolul al XIX-lea către coastele maritime cu ierni blânde și către zonele montane cu veri răcoroase. Tendința s-a inversat în secolul al XX-lea când coastele maritime au devenit stațiuni balneare de vară⁠(d), iar munții stațiuni pentru practicarea sporturilor de iarnă⁠(d). Îngrijirea sănătății a fost adesea un pretext pentru părăsirea orașelor și a stat la baza apariției din nou a practicii străvechi a hidroterapiei.
În jurul acestor infrastructuri au apărut complexele hoteliere luxoase sau vilele somptuoase ale vilegiaturiștilor bogați, dând naștere unui important patrimoniu arhitectural⁠(d) dezvoltat în special în cursul secolelor al XIX-lea și al XX-lea. În Franța, el este înregistrat de către serviciile regionale de inventariere a patrimoniului cultural⁠(d) ca patrimoniu de vilegiatură defalcat în patrimoniu balnear, patrimoniu termal și patrimoniu al stațiunilor de iarnă.
Conceptul de vilegiatură a fost reprezentat în mai multe opere de artă și opere literare precum La villeggiatura⁠(d) (1761), trilogia teatrală scrisă de dramaturgul venețian Carlo Goldoni, Sosirea unui tren în gara La Ciotat (1895), filmul de scurt metraj al fraților Lumière care prezintă începutul vilegiaturii în sudul Franței⁠(d), Anul trecut la Marienbad (1961), filmul lui Alain Resnais care descrie atmosfera vătămătoare a unei stațiuni de vacanță în perioada austro-ungară etc.
În fiecare toamnă, începând din anul 2003, premiul „Villégiature Awards” — decernat de un juriu format din aproximativ douăzeci de jurnaliști din mass-media internațională — recompensează cele mai frumoase hoteluri de vilegiatură din Europa, Africa, Orientul Mijlociu și Asia. Premiile sunt acordate începând din 2017 la Castelul Ferrières⁠(d) din apropierea Parisului.

## Galerie

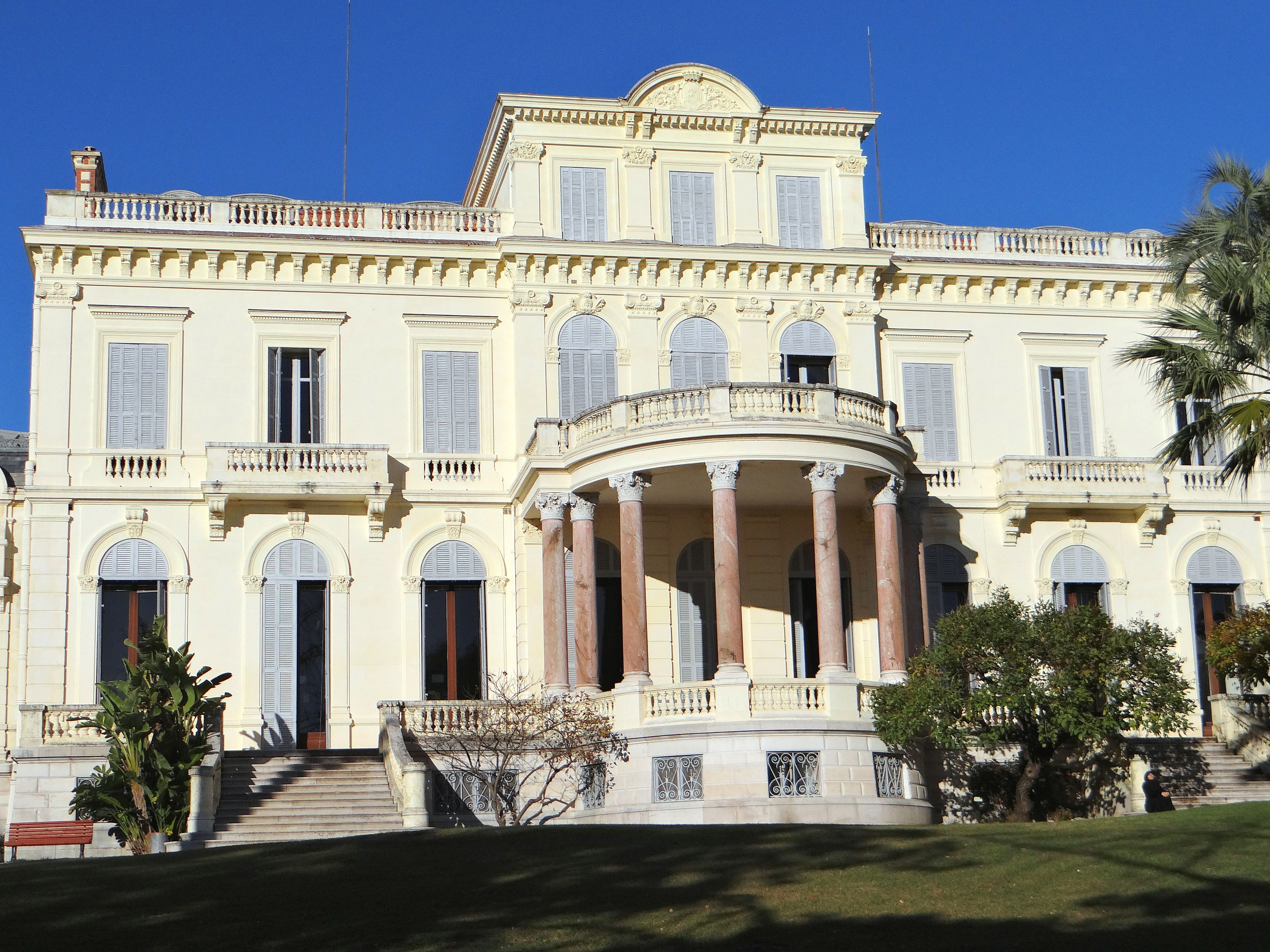
Vila Rothschild⁠(d) (1881), un martor remarcabil al patrimoniului balnear de la Cannes⁠(d).
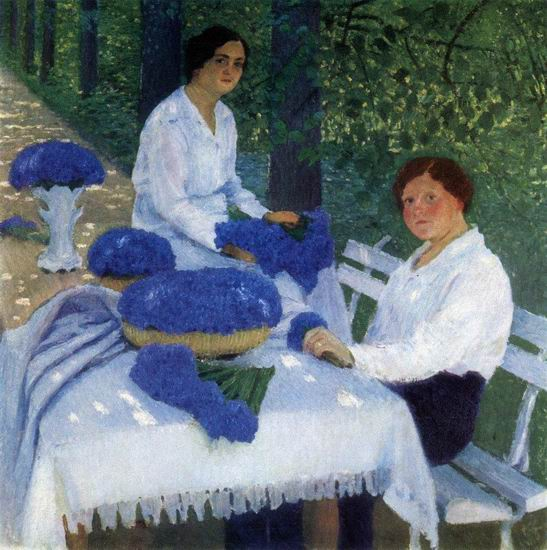
Afine. Portret de grup, Igor Grabar⁠(d) (1871-1960), ulei pe pânză (1914), soția și sora pictorului în dacea lor, colecție privată, Moscova.
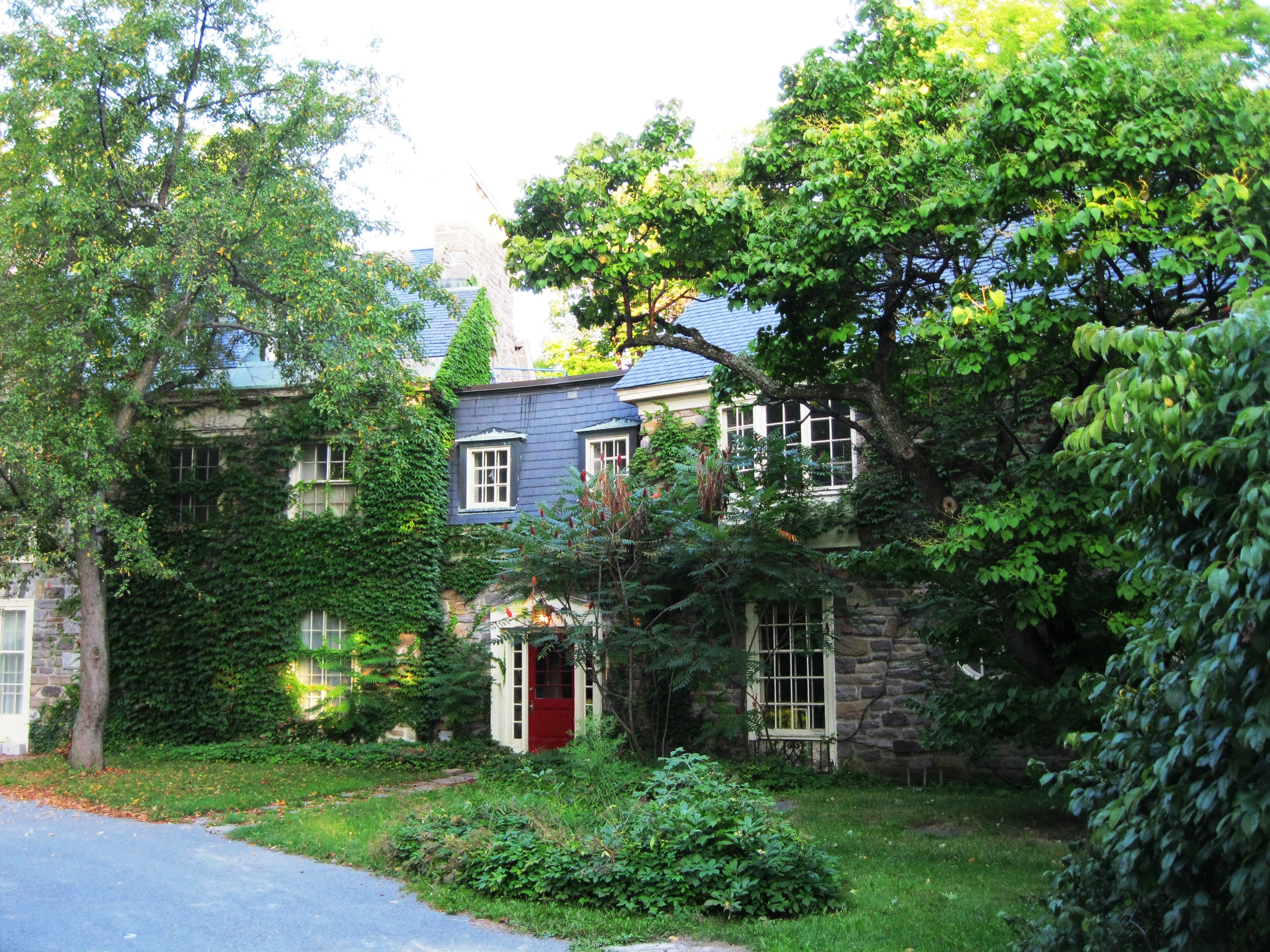
Maison Mary-Dorothy-Molson⁠(d) (1929), reședință burgheză de vilegiatură de inspirație neogeorgiană, Montréal.